# Лахири, Агнива
Агнива Лахири (англ. Agniva Lahiri; 22 августа 1979 — 20 сентября 2016) — индийская ЛГБТ-деятельница из Калькутты, которая активно поддерживает трансгендерных членов общества. В 2001 Лахири основала некоммерческую организацию People Like Us (PLUS) Kolkata и выступает в ней в роли исполнительного директора. Лахири также участвует в Network of Asia Pacific Youth в качестве координатора политических исследований и международной пропаганды

## Биография
Агнива родилась в Калькутте (Индия) 1979 году, биологически мужчиной, в семье госслужащих. Является младшим из трёх детей. Училась в жилой школе миссии Рамакришны (Ramakrishna Mission Residential School), после — окончила аспирантуру в колледже Asutosh в Калькутте. Позже получила звание магистра по классу Бенгальской литературы в Калькуттском университете, а также степень магистра в области социологии в университете Нагарджуна (Nagarjuna University) в Калькутте и получила высшее образование в университете Мельбурна.
Осознание того, что в его теле преобладает женское начало, пришло к Лахири ещё в раннем детстве. В связи с этим она подвергалась травле со стороны учителей и сокурсников. Однако это не помешало Лахири принять себя, как человека «другого пола».

## Общественная деятельность
Карьера общественного деятеля Лахири начала после вступления в подразделение Praajak гей-форума Pratyay, начавшего свою работу в 1992 году на территории Калькутты. Также она выпускала свой бюллетень, который назывался Pratyay Arshi Nagar. Он выпускался при поддержке некоторых учеников колледжа, где на тот момент училась Лахири. Впоследствии бюллетень расширился до газеты с названием Manashi.
Социальная активность Лахири была прервана из-за инцидента 7 декабря 2003, когда она подверглась нападению со стороны группы людей. Лахири писала заявление в индийскую полицию, однако там ей отказали в возбуждении уголовного дела против нападавших.
Также Лахири была участником Сети азиатской миролюбивой молодёжи (Network of Asia Pacific Youth), в качестве координатора исследований сексуальной культуры, её актуальности и программы профилактики ВИЧ. Также Лахири была участницей UNICEF и UNFPA
В настоящее время (2014) Лахири является исполнительным директором организации PLUS Kolkata, которая предлагает убежище для жертв торговли людьми, а также незаконной миграции и выступает против насилия в их сторону. Эти действия привлекли внимание общественности и программа UNAIDS выдала организации гарант на сумму 400000 индийских рупий, с помощью которого был открыт форум для трансгендеров под названием Indian Network of Male Sex Workers. Форум имеет 22 филиала в 14 штатах Индии.

## People Like Us (PLUS) Kolkata
В 2001 Лахири основала неофициальную организацию People Like Us (PLUS) Kolkata, а в марте 2003 зарегистрировала её как НПО. Организация работает в качестве социального форума, а также принимает участие в мероприятиях, связанных с ВИЧ и СПИД.